# Ruderschaft
Der Ruderschaft verbindet bei einer Pinnensteuerung das Ruderblatt mit der Pinne. Über den Ruderschaft wird die Steuerbewegung der Pinne auf das Ruderblatt übertragen. Der Ruderschaft besteht heutzutage zumeist aus rostfreiem Stahl und ist im Ruderkoker mit Kugellagern oder bei großen Lasten mit Pendelrollenlagern gelagert.